# Józef Baka
Józef Baka (* 18. März 1707; † 2. Juni 1780 in Warschau) war ein polnischer Lyriker, Theologe und Missionar.
Baka trat in den Jesuitenorden ein und studierte an der Akademie in Vilnius, wo er später Rhetorik unterrichtete. Er wirkte 20 Jahre in Litauen und Weißrussland und gründete die Missionsgesellschaft Missio Bakana. 1774 verlieh ihm die Akademie Vilnius den Grad eines Doktors der Theologie. Zum Ende seines Lebens lebte er in Vilnius im sogenannten Professorenhaus der Kirche St Kazimierz, wo er als Vertreter der Gesellschaft Zum Guten Tod predigte.
1776 veröffentlichte er in Vilnius zwei Bände mit Predigten und Meditationen unter dem Titel Uwagi rzeczy ostatecznych i złości grzechowej („Betrachtungen über die letzten Dinge und die Sünde des Zorns“) und Uwagi śmierci niechybnej („Betrachtungen über den unvermeidlichen Tod“). In barocker Manier setzte er sich in drastischer Sprache mit der Tatsache der Sterblichkeit des Menschen auseinander, wobei er sich einer volkstümlichen und teils kruden Sprache bediente. Seine Uwagi dienten späteren Autoren wie Jarosław Marek Rymkiewicz, Miron Białoszewski, Stanisław Grochowiak, Jerzy Harasymowicz und Jan Twardowski als Anregung. 1990 wurde ein Lyrikpreis unter seinem Namen gestiftet.